# Santiago Scotto
Santiago Scotto (Montevideo, Uruguay; 26 de abril de 1997) es un futbolista uruguayo. Juega de centrocampista y su equipo actual es Fénix de la Primera División de Uruguay.

## Trayectoria

### Montevideo City Torque
Scotto comenzó en las divisiones juveniles de River Plate de Montevideo, se unió al Montevideo City Torque en enero de 2018. Hizo su debut profesional con el club el 4 de marzo de 2018 en un empate 2-2 precisamente contra River Plate.

### Liga Deportiva Universitaria
El 31 de julio de 2021 fue anunciado en Liga Deportiva Universitaria de la Serie A de Ecuador.

### Defensor Sporting
El 13 de julio de 2022, el club ecuatoriano anunció la cesión temporal de los derechos deportivos del jugador al Defensor Sporting de la Primera División de Uruguay.

## Clubes
| Club                         | País          | Año           | Partidos | Goles |
| ---------------------------- | ------------- | ------------- | -------- | ----- |
| River Plate                  | Uruguay       | 2017          | 0        | 0     |
| Montevideo City Torque       | Uruguay       | 2018-2021     | 88       | 5     |
| Liga Deportiva Universitaria | Ecuador       | 2021-2022     | 18       | 1     |
| Defensor Sporting            | Uruguay       | 2022-2023     | 19       | 1     |
| Fénix                        | Uruguay       | 2023-act.     | 0        | 0     |
| Total carrera                | Total carrera | Total carrera | 125      | 7     |

## Palmarés

### Campeonatos nacionales
| Título           | Club                   | País    | Año  |
| ---------------- | ---------------------- | ------- | ---- |
| Segunda División | Montevideo City Torque | Uruguay | 2019 |
| Copa Uruguaya    | Defensor Sporting      | Uruguay | 2022 |